# Patrik Bodén
Patrik Bodén (ur. 30 czerwca 1967 w Fryksände) – szwedzki lekkoatleta specjalizujący się w rzucie oszczepem.
Brązowy medalista mistrzostw Europy w Splicie (1990). Rekordzista świata w rzucie oszczepem – 24 marca 1990 w Austin uzyskał wynik 89,10 m (do dziś jest to rekord Szwecji). Rezultat ten poprawił w 2 lipca tego samego roku Brytyjczyk Steve Backley. Dwukrotny uczestnik igrzysk olimpijskich – Barcelona 1992 i Sydney 2000. Trzeci zawodnik Finału Grand Prix IAAF (Fukuoka 1997). Siedmiokrotny mistrz Szwecji, reprezentant kraju w zawodach pucharu Europy.